# Snezjana Michajlova
Snezjana Michajlova, född den 29 januari 1954 i Tryavna Bulgarien, är en bulgarisk före detta basketspelare som var med och tog OS-brons 1976 i Montréal. Detta var första gången damerna deltog vid de olympiska baskettävlingarna. Fyra år senare var hon med och tog OS-silver 1980 i Moskva. 